# Ateles geoffroyi geoffroyi
O macaco-aranha-da-nicarágua é uma subespécie de Ateles geoffroyi, nativo da Nicarágua e Costa Rica.